# Latnaja
Latnaja (in russo Латная?) è un insediamento di tipo urbano della Russia europea, situato nel rajon Semilukskij dell'oblast' di Voronež.
Si trova poco a ovest di Voronež.